# Genkei Masamune
Genkei Masamune, född 1899, död 1993, var en japansk botaniker.
Auktorsnamnet Masam. kan användas för Genkei Masamune i samband med ett vetenskapligt namn inom botaniken; se Wikipediaartiklar som länkar till auktorsnamnet.
Hans främsta intressen inom botaniken var ormbunksväxter och fröväxter, där han beskrivit 688 arter, listade i IPNI 

## Publikationer
- 1930 Contribution to our knowledge of the flora of the southern part of Japan. - Contributions from the Herbarium of Taihoku Imperial University
- 1932 Contribution to our knowledge of the flora of the southern part of Japan - Taihoku Imperial University, Formosa.
- 1933. A List of Orchidaceous Plants Indigenous to Formosa. -  Tropical Horticulture 3 (1-4) Taiwan Horticul. Soc. förlag.
- 1933 Phytogeographical position of Japan concerning indigenous genera of vascular cryptogamic plants - Taihoku Imperial University, Taihoku, Formosa.
- 1933 On the Occurrence of Durisilvae in Japan.
- 1934 On the Phytogeography of the Ryukyo Archipelago.
- 1934 Floristic and geobotanical studies on the island of Yakusima, province Osumi. - Memoirs of the Faculty of Science and Agriculture, Taihoku Imperial University, Vol. 11.
- 1936 (Medförfattare Noriaki Fukuyama) Short flora of Formosa An enumeration of higher cryptogamic and phanerogamic plants hitherto known from the island of Formosa and its adjacent islands Kudoa -  Taihoku, Formosa.
- 1942 Boruneo no kenka shokubutsu. Enumeratio phanerogamarum Bornearum - Taihoku Imperial University, Taihoku, Formosa.
- 1942 Addition to Enumeration Phanerogamarum Bornearum.
- 1945 Boruneo no shokubutsu hoi. Enumeratio pteridophytarum Bornearum - Taihoku Imperial University, Taihoku, Formosa.
- 1953 Flora Kainantensis: Report U.S. Geological Survey, Pacific Geological Surveys. The Branch förlag.
- 1954 Flora Kainantensis: A List of Vascular Plants of Taiwan Plant Taxonomic Laboratory, Faculty of Sciences, Taipei, National University, Taipei, Taiwan.
- 1954 A new species of Lilium from the Island of Sado. - Faculty of Science, Kanazawa University.

## Eponymer
- (Poaceae)
  - Deyeuxia masamunei (Honda) Ohwi
  - Nipponocalamus masamuneanus (Makino) Nakai
  - Sasa masamuneana (Makino) C.S.Chao & Renvoize
- (Woodsiaceae)
  - Athyrium masamunei Seriz.